# 埃爾塞德羅 (馬卡拉卡斯區)
埃爾塞德羅（西班牙語：El Cedro），是巴拿馬的城鎮，位於該國中南部，由洛斯桑托斯省的馬卡拉卡斯區負責管轄，面積28.1平方公里，海拔高度243米，2010年人口450，人口密度每平方公里16人。